# جامع عبد الله بن عباس (الأنبار)
جامع عبد الله بن عباس  من مساجد العراق القديمة، ويقع في منطقة جويبة قرب مدرسة حسان بن ثابت، في قضاء الرمادي في محافظة الأنبار، وبني في عام 1396 هـ/1976م، وتبلغ مساحتهُ 1700م2، ويحتوي الحرم على مصلى تبلغ مساحتهُ 1000م2 ويتسع لأكثر من 1000 مصل، وتقام في المسجد صلاة الجمعة، وصلاة العيدين، والصلوات الخمس، وفي الجامع قاعة مخصصة للمناسبات الدينية مع غرفتين، ويحيط مبنى الحرم ساحة وحديقة واسعة، ومقابل الحرم طرمة مسقفة، والجامع مستلم من قبل ديوان الوقف السني وحالته مضبوطة، وآخر ترميم لمبنى الجامع كان في عام 2007م.